# Slătioara (gmina w okręgu Aluta)
Slătioara – gmina w Rumunii, w okręgu Aluta. Obejmuje miejscowości Salcia i Slătioara. W 2011 roku liczyła 2585 mieszkańców.